# Fran Novak
Fran Novak, slovenski pravnik in liberalni politik, * 1. oktober 1877, Šmarje pri Jelšah,  † 16. oktober 1944 Dachau.

## Življenje in delo
Po končani gimnaziji v Ljubljani (1895) je na Dunaju študiral pravo in tu 1900 promoviral. Po končanem študiju je sodniško prakso delal v Ljubljani in bil tu od 1906 samostojen odvetnik.
Sodeloval je pri raznih gospodarskih organizacijah, bil med ustanovitelji Zveze slovenskih zadrug in Založbe Slovenska knjiga. V kranjskem deželnem zboru je od 1908 kot član Narodno napredne stranke zastopal trgovsko-obrtno zbornico. Leta 1912 je dosegel ustanovitev delavsko nezgodne zavarovalnice. Politično aktiven je bil tudi po koncu prve svetovne vojne, med drugim je bil član začasenega narodnega predstavništva, leta 1934 pa minister za socialo v beograjski vladi. Leta 1940 je bil član novoustanovljene prostozidarske lože Valentin Vodnik v Ljubljani, 1941 pa se je pridružil OF. Septembra 1944 pa ga je Gestapo aretiral in poslal v Dachau.